# تسان
 تسان  يا (طسان) قرية صغيرة تـتبع لـالبلدة المركزية (بالفارسية: بخش مركزى ) من توابع مدينة بستك إحدى قرى « إقليم گودة»، وتقع في محافظة هرمزگان في جنوب إيران. وتبعد عن مركز المدينة (بستك) 40 كيلومتراً.

## حدود قرية تسان
حدود تسان: من الشمال: لوبي، ومن الجنوب دهنك، ومن الغرب « مردنو »، ومن الشرق تنتهي بـقرية عالی قندی.

## السكان
يبلغ عدد سكان هذه القرية حسب تعداد السكان لعام 2006 للميلاد، (41) نسمه تشكل (7 عائلة)، من أهل السنة والجماعة وعلى المذهب الشافعي. يتكلون الفارسية باللهجة المحلية. لهم مسجد ومدرسة مشتركة، و 8 برك لحفظ مياه الأمطار إذا سالت الأودية، وعيادة صحية صغيرة، وعدد من البرك لحفظ مياه الأمطار. وشكبة المياه والكهرباء.

## وصلات خارجية
- التقسيمات الإدارية لمحافظة هرمزگان